# Patrick Tiernan
Patrick Tiernan, född 11 september 1994, är en australisk långdistanslöpare.

## Karriär
Tiernan tävlade för Australien vid olympiska sommarspelen 2016 i Rio de Janeiro, där han blev utslagen i försöksheatet på 5 000 meter.
Vid olympiska sommarspelen 2020 i Tokyo slutade Tiernan på 19:e plats på 10 000 meter.